# Winkler Barnabás
Winkler Barnabás (Szombathely, 1946. május 10. –) DLA, építész, a Széchenyi Irodalmi és Művészeti Akadémia rendes tagja, a BME címzetes egyetemi tanára.

## Családja
Édesapja dr. Winkler Oszkár egyetemi tanár, Ybl-díjas építész, Sopron város modern építészetének meghatározó alkotója. Édesanyja Lovas Anna gyógyszerész, a nagy családot felejthetetlenül összetartó motorja. Testvérei közül Gábor Ybl-díjas építész, András Széchenyi-díjas faipari mérnök, mindketten egyetemi tanárok, István faipari mérnök, vállalkozó.
Winkler Barnabás 1969-ben kötött házasságot Varga Zsuzsanna gordonkaművésszel, a Liszt Ferenc Kamarazenekar és a Magyar Állami Hangversenyzenekar tagjával. Gyermekeik közül Balázs trombitaművész, Orsolya hegedűművész, Zsófia brácsaművész, nevelt fiuk - művésznevén Kálid Artúr színművész. Négy gyermekük kilenc unokával gazdagítja családjukat.

## Tanulmányai
A soproni Deák téri általános iskolában kezdte tanulmányait. Az 1956-os forradalom viharában fél évig Zürichben a Schulhaus Huttenben tanult. A Svájcban eltöltött hónapok egész életére kiható élményt jelentettek. Érettségi bizonyítványt a soproni Berzsenyi Dániel Gimnáziumban szerzett. Ezek az évek voltak legjelentősebb tanulóévei. 12 évig a Soproni Zeneegyesület zeneiskolájában tanult, csellótanára Botvay Károly gordonkaművész volt. Tizenkét éves korától az országosan elismert, Horváth József vezette Soproni Liszt Ferenc Szimfonikus Zenekarban csellózott, zenekari muzsikálását a Műegyetemi Szimfonikus Zenekarában folytatta. Már fiatalon részt vett az Ágoston Ernő majd Mende Gusztáv vezette rajziskola csoportjában. Építészmérnöki diplomát 1970-ben a Budapesti Műszaki Egyetem Középülettervezési tanszékén szerzett. Tanárai közül Török Ferenc és B. Szűcs Margit voltak hivatásának életre szóló irányadói.

## Építész tervezői pályája
Húsz évig építész tervezőként az Ipartervben dolgozott. A számára meghatározó időszakot építésszé alakulásának igazi iskolájaként tartja számon. Építész mestereinek Molnár Pétert, Mináry Olgát, Bajnay Lászlót és Arnóth Lajost tartja. Tervezői munkáját folyamatosan az 1989-ben általa felépített Hungaro-Austro Plan Kft-ben - mai nevén HAP Tervezőiroda Kft. - folytatja. A tervezőiroda vezetését 2014-ben Baranya Szabolcsnak és Hortobágyi Gábornak, irodájában felnőtt fiatal munkatársainak adta át.
Az 1977-től évekig a Ybl Miklós Műszaki Főiskolának volt meghívott óraadó tanára. A BME Építőművészeti Doktori Iskolájában 2011-ben DLA tudományos fokozatot szerzett. Az MTA Építészettörténeti, Építészetelméleti és Műemléki Állandó Bizottságának tagja, 2014 óta a BME Építészmérnöki Karának címzetes egyetemi tanára. A BME Építészmérnöki Karán közel tíz évig volt diplomabizottsági elnök. Alapító tagja a Magyar Építész Kamarának. Évtizedekig vett részt a Fővárosi és az Országos Műemléki Tervtanács, valamint több városi építészeti tervtanács munkájában. Tagja az Építéstudományi-, valamint az Ybl Egyesületnek. A Magyar Építőművészek Szövetségének évekig elnökségi tagja, majd alelnöke volt.

## Művei

#### Megvalósult épületei
- Winkler család nyaralóépülete, Sopron, Lőverek
- 1966 Erdészeti és Faipari Egyetem üdülője, Keszthely, Winkler Oszkár munkatársaként
- 1974 Nyugat-Magyarországi Fagazdálkodási Kombinát, Szombathely
- 1977 Növényolajgyár, Martfű
- 1975-77 Sörgyár Potzdam (NDK) Farkas Máriával
- 1985-88 nyomdaipari gépgyár, raktáregyüttes, Radebeul (NDK)
- 1985-92 Fővárosi Tanács Gyógyszertári Központ telephelye, Budapest, Zöldpálya utca
- 1988 Gyógyszertár, orvosi labor és szolgálati lakások, Kerekegyháza
- 1989 Gyógyszertár és szolgálati lakása, Bácsalmás
- HAP Tervezőiroda és Galéria kialakítása Budapest, Margit krt. 24.
- 1995 Campona Bevásárló- és Kulturális Központ,
- 2005 Média Center Campona RTL Stúdióközpont és irodaház (munkatársak: Balázs Dénes, Baranya Szabolcs, Mészáros Béla),[2]
- 2006 Campona rendezvényközpont (munkatárs: Vörös Gábor),[3]
- 2006-2007 Infopark „D” irodaépülete (munkatársak: Balázs Dénes, Baranya Szabolcs),[4]
- 2008 Stefánia Park irodaház, az egykori NDK követség épületének áttervezése (munkatársak: Baranya Szabolcs, Radnóti Tamás),[5]
- 2009-2012 Ádám Jenő Többcélú Intézmény, 24 tantermes általános iskola, zeneiskola, 6 foglalkoztatótermes óvoda, sport- és rendezvénycsarnok, Szigetszentmiklós (munkatársak: Kiss Csaba, Mészáros Béla, Vörös Gábor),[6]

#### Közreműködésével megvalósult emlékművek
- 2004 Holokauszt-emlékmű, Sopron, (szobrász Kutas László, építész Winkler Barnabás)
- 2008 Balfi Nemzeti Emlékhely (munkatárs: Kutas László szobrászművész),[7]
- 2009 Sztehlo Gábor emlékműve, Budapest (szobrász Vigh Tamás, talapzat tervezője Winkler Barnabás)
- 2010 Kitelepítettek, Sopron, (szobrász Kutas László, építész Winkler Barnabás)
- 2011 Múlt és Jövő, Gyula, (szobrász Vigh Tamás, talapzat tervezője Winkler Barnabás)
- 2011 Vigh Tamás síremléke, Fiumei úti sírkert, (tervező: Winkler Barnabás)

## HAP Galéria és kultúra szervező tevékenysége
2003-ban alapította a HAP Galériát Budapesten a Margit körúton, ahol tizenegy év alatt 110 kiállításon mutatta be a múlt század legjelentősebb hazai építészeinek és Sopron város kiemelkedő képzőművészeinek, egykori tanárainak életművét.  A galéria számos építészeti könyvet jelentetett meg. Valamennyi általa kiadott könyvének, katalógusának és kiadványának tervezője Hübner Teodóra fotó- és grafikusművész. A 2014-ben bezárt galéria történetét a 11 év 110 kiállítás című könyvében foglalta össze. A HAP Galériának állandó szakmai partnere volt a Magyar Építészeti Múzeum, így amikor 2012-ben a múzeum szorult helyzetbe került - egy kivételével minden munkatárását elküldték - Winkler évekig tartó küzdelmet folytatott a múzeum helyzetének javításáért, a gyűjtemények megmentésért. A 20. század jelentős hazai építészeit bemutató kiállításokat az utóbbi években a FUGÁ-ban folytatta tovább. 2013 és 2020 között anyagi ellenszolgáltatás nélkül volt a FUGA, Budapesti Építészeti Központ ügyvezetője.
2004-ben alapította Baló Borbálával a névadó feleségével a Molnár Péter-emlékdíjat. A díj oklevelét kiegészíti Vigh Tamás Molnár Péterről készült bronz emlékplakettje valamint a Molnár Péter építészete című életrajzi kötet.
Winkler Barnabás nevéhez fűződik a múlt században maradandó életművet alkotó 17 építésznek 2010-ben átadott posztumusz Ybl Miklós-díj és a díjazottak munkásságát felidéző könyv. Kurátora volt az ICOMOS Magyar Nemzeti Bizottsága, Arnóth Ádám és Erő Zoltán közreműködésével megvalósult és az NKA által anyagilag támogatott Örökség a jövőnek-, jövő az örökségnek című vándorkiállításának 2013-2014-ben, melyet 16 településen mutattak be. A Műcsarnokban 2014-ben megrendezett I. Építészeti Nemzeti Szalon Mesterek termének volt kurátora.
2014-ben Mühl Aladárnak, egykori kimagasló zenetanárának, soproni festőművésznek állandó kiállítást hozott létre az Soproni Evangélikus Gyülekezet Házában, az általa összegyűjtött 85 kimagasló akvarelljéből, rézkarcaiból és fiatalkori grafikáiból.
Közel ötven éves gyűjtő munkájának eredménye a több mint 1200 tárgyból álló Zsolnay rózsaszín fajansz használati tárgyak gyűjteménye. Állandó kiállításként, saját rendezésében 2011 decembere óta gazdagítják Pécsett a Zsolnay Kulturális Negyedet. 2007-ben a legjelentősebb darabokat a Kezdetben volt a rózsaszín..., 2022-ben hazatérésüket szülőhelyükre, Pécsre A rózsaszín Zsolnay című magyar-angol nyelvű könyvében tárta az olvasók elé. A gyűjteménynek és könyvnek fontos eredménye, hogy újraéleszti a feledésbe merült tárgycsalád jelentőségét. A kiállítás a design hazai kialakulásának is egyik fontos bemutatója.

## Hap Galéria kiadványai
- N&n Galéria 2003
- Ferkai András – Gulyás Zoltán építészete, 2005
- Felülről körözve - Molnár Péter prózai írásai, 2005
- Kubinszky Mihály - Az ion fejezet, 2006
- Kiss Tibor - Befejezetlen önéletrajz, 2007
- Kezdetben volt a rózsaszín – Winkler Barnabás gyűjteménye és írásai, 2007
- Kotsis Iván - Életrajzom, 2010
- Posztumusz Ybl-Miklós-díj – Winkler Barnabás, Domján Kornélia, 2010
- Ferkai András – Farkasdy Zoltán építészete, 2014
- 11 év 110 kiállítás HAP Galéria 2003-2014 – Winkler Barnabás, 2014
- A rózsaszín Zsolnay – (magyar-angol nyelven) - Winkler Barnabás, 2022

## Díjai, elismerései
- 1974 Az építőipar kiváló dolgozója
- 1987 Kiváló munkáért
- 2005 Kós Károly-díj
- 2006 Polgármesteri Elismerő Oklevél (Sopron Megyei Jogú Város)
- 2007 Budapest Építészeti Nívódíja (Budapest Főváros Önkormányzata)
- 2009 Ybl Miklós-díj
- 2010 Simon Wiesenthal-díj, a Balfi Nemzeti Emlékhely tervezéséért (Holocaust Közalapítvány)
- 2012 Kotsis Iván-érem (Magyar Építőművészek Szövetsége)
- 2014 Forster Gyula-díj
- 2014 Lyka Károly-díj (Magyar Újságírók Országos Szövetsége)
- 2015 Henszlmann Imre-díj HAP Galériáért (Magyar Régészeti és Művészettörténeti Társulat)
- 2016 Magyar Érdemrend-lovagkeresztje
- 2016 Prima díj (Prima Primissima Alapítvány)
- 2018 Podmaniczky-díj (Hungaria Nostra)
- 2019 MMA Aranyérme
- 2019 Az év építész mestere - Média Építészeti Díja[10]
- 2020 Rados Jenő-emlékérem (Budapesti Műszaki Egyetem Építészmérnöki Kara)